# Наш онук працює в міліції
«Наш онук працює в міліції» — радянський художній фільм 1984 року, знятий режисером Камарою Камаловою на кіностудії «Узбекфільм».

## Сюжет
Фільм по повісті Діни Рубіної «Завтра, як завжди». Герой кіноповісті — молодий співробітник міліції. Але фільм не про подвиги та пригоди міліціонера Ельяра, який щодня має справу з правопорушниками, а скоріше про внутрішню боротьбу героя за право мати власне уявлення про добро і порядність. Якось випадок зведе його з медсестрою Ґулею. Від героя вимагалося багато терпіння та доброти, перш ніж молода жінка відкрила своє серце.

## У ролях
- Улугбек Камілов — Ельяр
- Бакен Кидикєєва — Кумрі-апа
- Расмі Джабраїлов — дід
- Андрій Градов — Григорій
- Ділором Камбарова — Гуля
- Сейдулла Молдаханов — Пулатов
- Борис Байрамян — епізод
- Рано Камалова — епізод
- Сарвар Абдукарімов — епізод

## Знімальна група
- Режисер — Камара Камалова
- Сценаристи — Камара Камалова, Діна Рубіна
- Оператор — Гасан Тутунов
- Композитор — Шандор Каллош
- Художник — Емонуель Калонтаров